# Piobbico (Sarnano)
Piobbico è una frazione del comune di Sarnano.

## Geografia fisica
La frazione sorge a 4,04 km (in linea d'aria) dal comune di Sarnano e si trova all'altezza di 730 m s.l.m. Piobbico viene utilizzata per raggiungere la Valle dei Tre Santi, una gola naturale creata dal Tennacola, tra le frazioni Giampereto di Sarnano e Pintura di Bolognola.

## Origine del nome
Secondo le ipotesi dello storico sarnanese Giacinto Pagnani, il nome deriverebbe dal latino Publicum, che si riferiva alle aree pubbliche destinate alla coltivazione appartenenti alla Repubblica romana.

## Storia
Nei mesi dell’occupazione nazifascista la popolazione locale aiutò, concedendo vitto e alloggio temporaneo, un gruppo di partigiani "creato" intorno alla figura del tenente Decio Filipponi. Composto principalmente da montenegrini, il gruppo rischiò di essere annientato nella primavera del 1944 durante un'offensiva dei soldati dell'Asse.

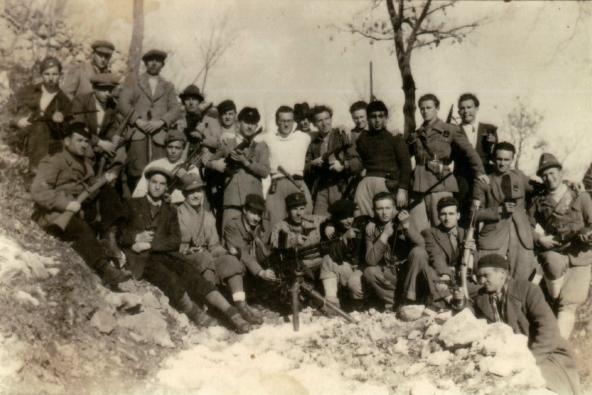
Gruppo partigiano del ten. Filipponi

Il 29 marzo, duemila nazisti della Alpenjäger e dei fascisti del Battaglione M "IX Settembre" circondarono Sarnano per effettuare un rastrellamento, per poi viaggiare e raggiungere le sue frazioni. A Piobbico arrivarono in piena notte. Gli abitanti furono svegliati di soprassalto dai colpi di fucileria e dalle esplosioni dei bombardamenti, permettendo ai soldati nazifascisti di irrompere nelle case private e raggruppare gli abitanti minacciandoli di distruggere la piccola frazione e di ucciderli tutti se non avessero confessato dove si trovavano i partigiani del Filipponi. Durante le operazioni la maggior parte del gruppo riuscì a fuggire, ma quattro di loro furono uccisi. Il tenente Filipponi, durante gli eventi, alloggiava nella soffitta della casa che lo ospitava e quando comprese che i nazifascisti non si sarebbero fermati nella loro ricerca e avrebbero ucciso delle innocenti persone, decise di presentarsi spontaneamente, lasciandosi catturare. Venne bastonato brutalmente e poi impiccato a un palo della corrente elettrica.
Il suo sacrificio permise alla popolazione dell'insediamento di salvarsi, così come verrà risparmiata quella di Sarnano qualche ora dopo. Il pensiero comune riguardo ai fatti cui molti sono arrivati è che il sacrificio di Decio Filipponi sia servito ad evitare un nuovo massacro, ma effettivamente il Filipponi decise di non fare resistenza tentando però di confondersi tra gli sfollati, negando di essere un partigiano. Sarà poi incastrato dalla spia che aveva accompagnato i nazifascisti nel villaggio a riconoscerlo come capo del gruppo. Le parole dette nel momento della spia furono: 
(Ruggero Giacomini, Ribelli e partigiani. La Resistenza nelle Marche 1943-1944, p.169)

## Monumenti e luoghi di interesse
- Abbazia di San Biagio: costruita nel 1030 in stile romanico e consacrata il 18 luglio 1059, venne gestita dai frati benedettini fino al suo decadimento, quando quest'ultimi costruirono un oratorio in Piazza Alta a Sarnano, precursore dell'attuale collegiata di Santa Maria Assunta.